# Tapones de núcleo
Los tapones de núcleo, tapones Welch o tapones de congelación se utilizan para rellenar los hoyos del bloque del motor que se encuentran en los motores de combustión interna refrigerados por agua.

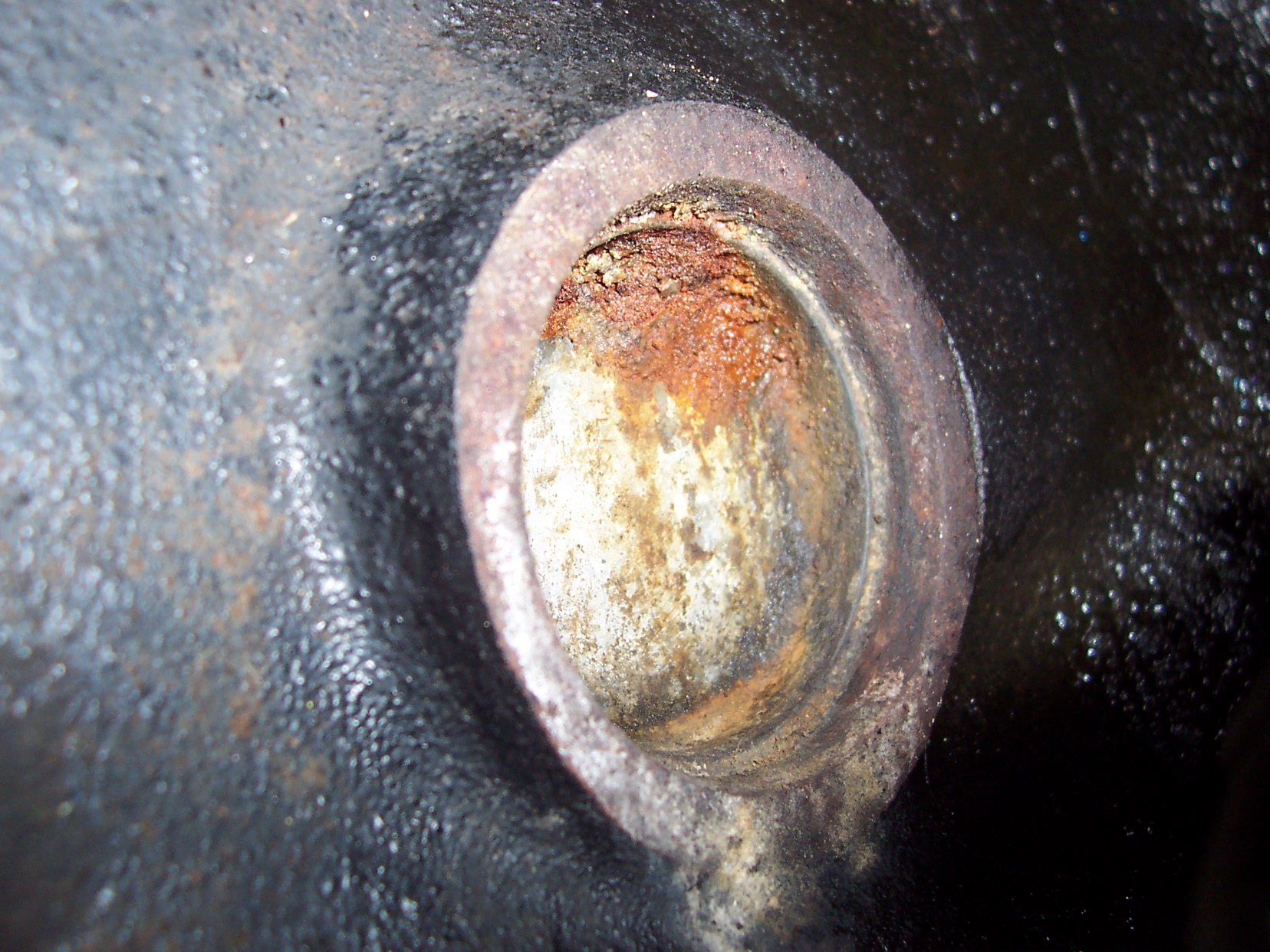
Un tapón de núcleo que se ha corroído debido a un mantenimiento inadecuado del refrigerante del motor, lo que provoca fugas

## Propósito
Los núcleos de arena se utilizan para formar las cavidades internas cuando se moldean el bloque del motor o la culata. Estas cavidades suelen ser los refrigerante. Los orificios están diseñados en la fundición para soportar los moldes de arena internos y facilitar la eliminación de la arena después de que la fundición se haya enfriado. Estos orificios generalmente no tienen un propósito diseñado de fábrica después de que se haya eliminado la arena, aunque algunos sensores de temperatura del mercado de accesorios se pueden instalar en la ubicación de un tapón de núcleo en algunos diseños de motor. Otro uso es instalar un sistema de mercado de accesorios diseñado para actuar como un calentador de bloque que se instala para mantener un motor caliente debido a las temperaturas bajo cero que se encuentran en los climas del extremo norte, como en el estado de Alaska. Uno de los propósitos de los tapones de núcleo es servir como una tapa al final de estos pasajes que se utilizan para evitar que el agua o una mezcla de refrigerante se escapen del motor. Los tapones de núcleo también pueden prevenir a veces daños por congelación en el motor. Durante las primeras etapas de la congelación del refrigerante del motor, a veces estalla un tapón de congelación, lo que permite que el refrigerante salga del motor, antes de que pueda expandirse dentro del motor durante el proceso de congelación y potencialmente agrietar el bloque del motor.

## Diseño
Los tapones de núcleo son generalmente copas de metal delgadas que se encajan a presión en los orificios de fundición, pero pueden estar hechos de goma u otros materiales. Los tapones de metal más comunes que se usan en los motores de automóviles están hechos de aceros dulces enchapados, aceros inoxidables, latón o bronce. En algunos motores de alto rendimiento, los tapones de núcleo son tapones de tubería roscados de metal fundido de gran diámetro. 
Los tapones de núcleo pueden ser a menudo una fuente de fugas debido a la corrosión causada por el agua del sistema de refrigeración. Aunque los productos químicos anticongelantes modernos no se evaporan y pueden considerarse "permanentes", los aditivos anticorrosión se agotan gradualmente y deben reponerse mediante un lavado y recarga. Los fabricantes de automóviles especifican los números de tiempo y kilometraje para el mantenimiento del sistema de refrigeración en sus manuales de mantenimiento.
El término coloquial "tapón de congelación" se acuñó hace muchas décadas debido a la ignorancia sobre el verdadero propósito de los tapones de núcleo: nunca fueron diseñados para ser desplazados por el agua que se congela dentro del bloque debido a la falta de una mezcla de anticongelante y agua, y su desplazamiento es mera coincidencia si se produce congelación. El único propósito de un tapón de núcleo es actuar literalmente como un tapón en los orificios diseñados para estar en una fundición, lo que permite que la arena de fundición se elimine durante el proceso de fabricación. 

## Tapón Welch
El tapón Welch es un tipo de tapón de núcleo que está hecho de un disco delgado de metal. El tapón Welch tiene forma de cúpula y se inserta en el orificio de fundición con el lado convexo hacia afuera. Cuando se instala golpeando el tapón Welch con un martillo, la cúpula colapsa ligeramente, expandiéndolo lateralmente para sellar el orificio. Esto difiere de otros diseños de tapón de núcleo en forma de plato, que forman un sello cuando sus lados cónicos se presionan en el orificio de fundición.
El tapón Welch se diseñó originalmente en la década de 1900 en la Welch Motor Car Company en los Estados Unidos. Antes de la invención del tapón Welch, los orificios del núcleo se sellaban con tapones de tubo. Durante la prueba de un automóvil, uno de los tapones de tubo se salió. Para volver a circular, uno de los hermanos Welch instaló una moneda de veinticinco centavos o de medio dólar en el orificio con un martillo. El diseño del tapón Welch se perfeccionó basándose en este principio de un disco metálico de ajuste a presión.